# Shiny Toy Guns
Shiny Toy Guns — американская инди-рок-группа, образованная в 2002 году в Лос-Анджелесе, штат Калифорния . Они выпустили свой первый студийный альбом «We Are Pilots» в 2006 году, но перезаписывали его еще два раза. Три сингла из этого альбома, который поместились в топ-30 в Alternative Songs. Альбом был номинирован на премию «Грэмми». Второй альбом «Season of Poison» был выпущен в 2008 году, в Alternative Songs попали два сингла.

## Состав группы
- Чад Петри — вокал,  гитара
- Джереми Даусон —  клавишные
- Мики Мартин — ударные
- Сисели Трисюр — вокал (с 2008)

### Бывшие участники
- Сара Фей Чарнау — вокал (2004-2008)
- Урсула Вари — вокал (2002-2004)

## Дискография

### Студийные альбомы
- We Are Pilots (2006)
- Season of Poison (2008)
- III (2012)

### Сборники
- Girls Le Disko (2009)

### Синглы
| Год  | Сингл                     | Позиции в чартах | Позиции в чартах | Позиции в чартах | Позиции в чартах | Позиции в чартах | Позиции в чартах | Позиции в чартах | Альбом                 |
| Год  | Сингл                     | US               | US Alt.          | US Dance         | UK               | CAN              | US Heat          | Digital Songs    | Альбом                 |
| ---- | ------------------------- | ---------------- | ---------------- | ---------------- | ---------------- | ---------------- | ---------------- | ---------------- | ---------------------- |
| 2006 | «Le Disko»                | 114              | 26               | —                | —                | —                | —                | —                | We Are Pilots          |
| 2007 | «You Are the One»         | —                | 25               | 23               | 94               | —                | —                | —                | We Are Pilots          |
| 2007 | «Rainy Monday»            | —                | 23               | —                | —                | —                | —                | —                | We Are Pilots          |
| 2008 | «Ricochet!»               | —                | 17               | —                | —                | —                | —                | —                | Season of Poison       |
| 2009 | «Ghost Town»              | —                | 26               | —                | —                | —                | —                | —                | Season of Poison       |
| 2009 | «Major Tom (Coming Home)» | 97               | —                | —                | —                | 46               | 7                | 69               | Girls Le Disko         |
| 2010 | «Rocketship 2010»         | —                | —                | —                | —                | —                | —                | —                | Rocketship 2010 Single |
| 2011 | «The Sun»                 | —                | —                | —                | —                | —                | —                | —                | III                    |
| 2012 | «Waiting Alone»           | —                | —                | —                | —                | —                | —                | —                | III                    |
| 2012 | «Fading Listening»        | —                | —                | —                | —                | —                | —                | —                | III                    |